# Fondo para la Soberanía Europea

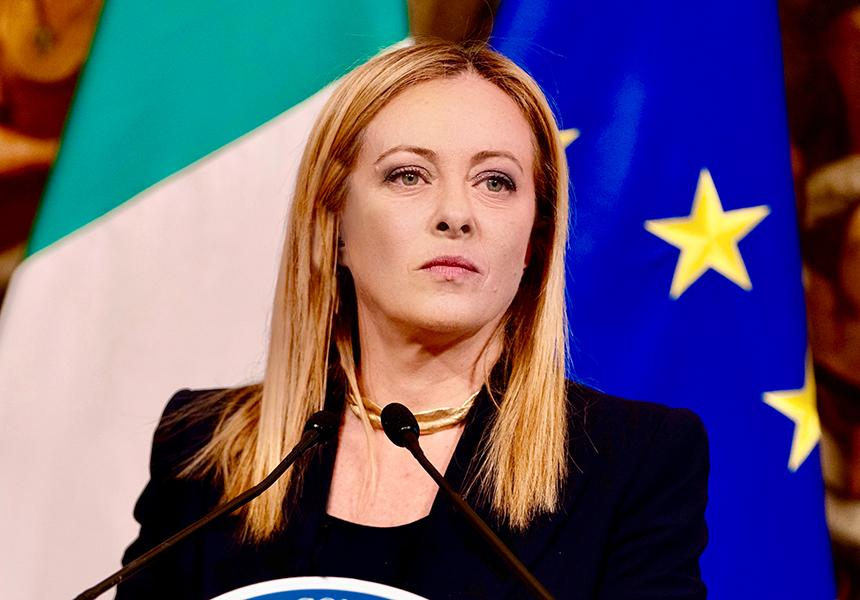
En enero de 2023, la mandataria italiana Giorgia Meloni defendió que las inversiones en la industria realizadas con fondos europeos, deberían tenerse en cuenta en la reforma del Pacto de estabilidad y crecimiento.

El Fondo para la Soberanía Europea es una propuesta de la Comisión Europea —en el contexto de la revisión del sexto marco financiero plurianual— para respaldar la industria de la Unión Europea en sectores estratégicos a través de la inversión. Aunque el proyecto ha hecho parte del plan de gobierno de la Comisión Von der Leyen desde sus inicios en 2019, las medidas concretas para su desarrollo sólo serán presentadas en el verano boreal de 2023.
El fondo esta enmarcado dentro del Plan Industrial del Pacto Verde que busca aumentar la financiación para las tecnologías limpias ya que según la Comisión «para mantener el atractivo de la industria europea, es necesario ser competitivo con las ofertas y los incentivos disponibles fuera de la UE». La iniciativa ha tomado impulso desde 2022 y sus partidaros la presentan como necesaria para contrarrestar el plan de subsidios verdes (Ley de Reducción de la Inflación) aprobado por el gobierno de Estados Unidos que plantea preocupaciones porque eventualmente discrimina a las empresas comunitarias. Por eso, el Ejecutivo comunitario propondrá una reforma temporal de las reglas sobre ayudas públicas nacionales, con el objetivo de «simplificar» y «acelerar» los procedimientos con «modelos simples de desgravación fiscal» y una ayuda para «plantas de producción en cadenas de valor estratégicas de tecnología limpia, para contrarrestar los riesgos de deslocalización causados por los subsidios extranjeros».
Ya que no todos los Estados miembros disponen de un margen presupuestario suficiente, la Comisión considera que el Plan Industrial del Pacto Verde necesita un fondo para la soberanía con el cual poder «evitar un efecto de fragmentación en el mercado único». En este sentido, el fondo pretende aumentar la financiación de la UE proporcionando «una solución estructural para aumentar los recursos disponibles para la investigación, la innovación y los proyectos industriales estratégicos».
Por otra parte, la mayoría de los miembros del Consejo Europeo considera que antes de poner en marcha este instrumento sería necesario explotar los que ya existen. Mientras los gobiernos nacionales y la instituciones europeas están reflexionando sobre «el posible origen de las financiaciones». El comisario de Mercado Interior, Thierry Breton, por ejemplo, ha abogado por la oportunidad de emitir nueva deuda pública de la Unión Europea.

## Contexto
La Primera Comisión Von der Leyen, también conocida como "Von der Leyen I", fue el gabinete de la Comisión Europea desde el 1 de diciembre de 2019 hasta el 30 de noviembre de 2024. 
La Primera Comisión Von der Leyen tomó posesión tras obtener 461 votos a favor en el Parlamento Europeo el 27 de octubre de 2019, y tras un largo proceso que empezó el 16 de julio de ese mismo año, cuando Ursula von der Leyen fue investida presidenta con 383 votos (superando la mayoría absoluta requerida). Formado tras un acuerdo de gobierno entre el PPE, los S&D y Renovar Europa, su presidenta fue la popular Ursula von der Leyen, quien presidió un gabinete de 26 comisarios, uno por cada Estado de la Unión, excepto Alemania, país de origen de Von der Leyen, y el Reino Unido, que se negó a proponer comisario por su entonces previsible salida de la Unión (Brexit) en 2020. Contó con el apoyo externo de una tercera parte del grupo de los Conservadores y Reformistas (ECR Group).
En medio de la tensión diplomática entre Rusia y la UE y la intensificación de la rivalidad entre China y Estados Unidos, la UE comenzó a debatir la noción de autonomía estratégica, que exige a la organización defender su soberanía y promover sus intereses de manera independiente. Dicha autonomía suele vincularse a la defensa, pero podría ir más allá, teniendo en cuenta que a nivel internacional las capacidades económicas y tecnológicas han ganado relevancia. Sin embargo, varios líderes europeos aspiran a dotar a la UE de las capacidades militares que consideran necesarias para garantizar su defensa en pos de conseguir la autonomía estratégica.

## Plan Industrial del Pacto Verde
El Pacto Verde Europeo (PVE) o simplemente Pacto Verde, aprobado en 2020, es un conjunto de iniciativas políticas de la primera Comisión Von der Leyen con el objetivo general de hacer que la Unión Europea sea climáticamente neutral para 2050. Para ello, la Comisión trabaja en un plan estratégico para alcanzar el objetivo de reducción de emisiones de gases de efecto invernadero de la UE para 2030 al menos al 50 % y hacia el 55 % en comparación con los niveles de 1990. La iniciativa pretende revisar cada ley existente sobre asuntos climáticos y también introducir una nueva legislación sobre temas como la economía circular, la renovación de edificios, la biodiversidad, la agricultura y la innovación.
La estrategia de cambio climático de la Comisión Europea, lanzada en 2020, se centra en la promesa de convertir a la UE en un emisor cero neto de gases de efecto invernadero para 2050 y demostrar que las economías se desarrollarán sin aumentar el uso de recursos. No obstante, el Pacto Verde contiene medidas para garantizar que los Estados miembros que dependen de los combustibles fósiles no se queden atrás en la transición hacia las energías renovables.